# Карнабіда Андрій Антонович
Андрі́й Анто́нович Карна́біда (вжив. також Карнабі́д, Карнабед; 14 жовтня 1927, с. Рогізки Сновського р-ну Чернігівської області — 29 березня 2005, Чернігів) — український архітектор, мистецтвознавець, краєзнавець. Кандидат архітектури (1974), член Національної спілки архітекторів України (1958), член-кореспондент Академії архітектури України (1994), лауреат премії в галузі містобудування і архітектури імені І. Моргілевського від Українського товариства охорони пам'яток історії та культури.

## Життєпис
Народився 14 жовтня 1927 року у с. Рогізки Сновського району Чернігівської області. 1930 року разом з батьками переїхав до Чернігова.
У 1948 році закінчив архітектурне відділення Київського технікуму житлово-цивільного будівництва, а 1954 року — з відзнакою архітектурний факультет Київського інженерно-будівельного інституту. У 1963 році закінчив аспірантуру при Київському науково-дослідному і проектному інституті містобудування.
У 1960 році в складі групи молодих архітекторів Чернігівського облпроекту виступив з ініціативою створення в УРСР добровільного Товариства охорони пам'яток історії та культури, а після його створення, у 1966 році був обраний головою Чернігівської міської організації та членом правління Чернігівської обласної організації Товариства.
З 1967 року став зберігачем фондів Чернігівського архітектурно-історичного заповідника, значно примножив та розширив їх. Разом з досвідченими фахівцями та численними ентузіастами організував багато науково-пошукових експедицій по Чернігівщині, під час яких було виявлено та вивчено цілу низку пам'яток як архітектурних та археологічних, так і етнографічних.
Депутат Чернігівської міської та Чернігівської обласної рад (1990-1994), член депутатських демократичної групи "Чернігів" та депутатської групи "Чернігівщина". Балотувався до Верховної Ради України у 1994 та 1998 (від ПРП).
У 1994 році був обраний членом-кореспондентом Академії архітектури України.
У 1996 році обраний почесним членом Національної спілки краєзнавців України.
Останні роки життя присвятив відстоюванню і захисту архітектурних пам'яток Чернігова від того, що називав «бульдозерною архітектурою» — безконтрольного винищення історичних будівель задля нової забудови. Зокрема, широкого резонансу набув десятилітній конфлікт між мистецтвознавцем та міськими властями Чернігова стосовно нищення останніми будинку І. Г. Рашевського — унікальної історичної та культурної пам'ятки. Готував до друку книгу «Чернігів. Сторінки минувшини».
Улюбленою фразою науковця були слова його вчителя — П. Д. Барановського:
«Лучше спасти один памятник, чем написать десять диссертаций!»
Помер 29 березня 2005 року на 78 році життя, похований у Чернігові на кладовищі Яцево.

## Науковий доробок

А. А. Карнабіда. Акварель з видом біля історичного музею. 1950-ті

Автор понад 500 статей, нарисів та книг, присвячених пам'яткам Чернігова та Чернігівщини. У 1983 році брав участь у розробці карт та доборі ілюстрацій до видання «История городов и сел УССР. Черниговская область» (російськомовне видання). Протягом 1985–1990 років підготував 166 статей про пам'ятки історії та культури Чернігівщини і Київщини до «Свода памятников истории и культуры Украинской ССР» (не був виданий). У 1990 році підготував 67 статей про пам'ятки архітектури та історії до енциклопедичного довідника «Чернігівщина», був науковим консультантом видання.
Є автором статей про А. Карташевського, А. Є. Білогруда (спільно з А. К. Адругом), П. Д. Барановського, Л. Б. Могучова, Г. В. Борисовича, Д. С. Ліхачова, В. В. Чепелика, Г. Н. Логвина, М. М. Ґе (спільно з Л. Д. Максимовою), Б. О. Рибакова а також про пам'ятки Чернігова, Одеси, український модерн, тощо.
Одним з перших серед архітекторів звернув увагу на ефективність конвекторів як обігрівальних пристроїв майбутнього (Карнабіда А. Зручно, дешево, красиво. Конвектори — один з ефективних засобів обігріву приміщень / А. Карнабіда // Деснянська правда. — 2 серпня 1960).
Автор нарисів-путівників по Чернігову, перекладених кількома мовами (1969).
Захоплювався живописом (провідне місце в його художній творчості належить переважно архітектурному пейзажу, портрету та натюрморту), також займався документальною фотографією і створив серію фотознімків, присвячених пам'яткам історії та культури Чернігова. У грудні 2008 року в Чернігові та у січні–лютому 2009 року в Києві зусиллями Чернігівської обласної організації Українського товариства охорони пам'яток історії та культури та Національного архітектурно-історичного заповідника «Чернігів стародавній» були організовані посмертні виставки художніх творів «Андрій Карнабєд. Життя — люди та пам'ятки». На них було представлено лише невелику частину його творчого доробку як художника, створену протягом 1946–2000 років, що зберігається в фондах заповідника та приватному зібранні.

## Роботи

Пам'ятник Михайлу Фрунзе у Чернігові

З 1954 року брав участь у відновленні та реставрації П'ятницької, Катерининської, Іллінської церков, Троїцького, Борисоглібського та Спасо-Преображенського соборів, Будинку полкової канцелярії, Колегіуму в Чернігові, палацу Розумовського в Батурині та Сокиринського палацу, дослідженні і реставрації пам'яток історії та архітектури у Новгороді-Сіверському, Ніжині, Прилуках, Седневі. Знаний як учень П. Д. Барановського. Мав стосунок до опрацювання генеральних планів забудови Чернігова, Ніжина, Прилук, Новгорода-Сіверського, визначення охоронних зон пам'яток історії та культури. Брав участь у питаннях розробки герба Чернігова у 1967–1969 роках.
Створив як архітектор:
- Пам'ятник Михайлу Фрунзе в Чернігові (1948; не зберігся[1]);
- Пам'ятник Богдану Хмельницькому в Чернігові (скульптори І. Кавалерідзе, Г. Петрашевич, С. Соломаха, 1956);
- Корпус чернігівської ДЮСШ «Юність» (спільно з архітектором Ю. Лузіним, 1959);
- Схема побудови планування центральної частини Чернігова за принципом мікрорайонування з врахуванням пам'яток архітектури (1958–1960) — покладена в основу структури Генерального плану міста від 1965 року;
- Реконструкція озеленення на просп. Миру (спільно з архітектором С. Заболотним; дендролог З. Капітова, 1961) — сквер від просп. Перемоги до пл. Дружби народів;
- Нова (Червона) зала кінотеатру імені М. О. Щорса у Чернігові (1962);
- Реставрація будинку мір та вагів початку XIX ст. у Чернігові (1963);
- Орнаментально-декоративна композиція з цегли на будівлі Академії Державної пенітенціарної служби України у Чернігові на вул. Гончій (1964; не збереглася);
- Проект реконструкції площі П'ять Кутів у Чернігові (1964; не було втілено);
- Комплекс підприємств харчування та торговельного обслуговування населення «Полісся» у Чернігові (спільно з архітекторами А. Зорею, І. Солодаренком; інженери М. Кабаков, І. Красний; художники В. Гринько, Г. Кисельов, М. Небилиця, 1965);
- Монумент героям Германсько-радянської війни у с. Сергіївка Прилуцького р-ну Чернігівської обл. (художник В. Гринько, 1967);
- Пам'ятний знак на честь воїнів-визволителів Чернігова (скульптори М. Грушков, В. Кваша, 1968);
- Меморіал Жертвам фашизму у Чернігові (спільно з архітекторами Ю. Дмитруком, Н. Копєйкіною; скульптор Г. Гутман, 1975);
- Ескіз Генерального плану та концепція розвитку Чернігова (1990; не було втілено).

## Вшанування пам'яті
21 лютого 2023 року сесія Чернігівської міської ради затвердила переіменування вулиці Короленка на вулицю Андрія Карнабіди, а 1-й провулок Короленка на провулок Андрія Карнабіди.

## Деякі праці
В академічних виданнях:
- Чернігів [архітектура] // Українська радянська енциклопедія. — К., 1964. — Т. 16. — С. 140
- Чернігівська область [архітектура] // УРЕ. — К., 1964. — Т. 16. — С. 146
- Чернігівський колегіум // УРЕ. — К., 1964. — Т. 16. — С. 147
- Чернігівський Троїцький Іллінський монастир // УРЕ. — К., 1964. — Т. 16. — С. 148

Індивідуальні та колективні монографії:
- Планировка и застройка Чернигова: развитие и проблемы преемственности архитектурно-планировочной структуры исторического города / А. А. Карнабед. — Автореферат диссертации. — Л., 1974. — 28 с.
- Чернигов в прошлом, настоящем и будущем: практика и перспективы реконструкции города / А. А. Карнабед. — Чернігів: Знання, 1964. — 44 с.
- Чернігів: історико-архітектурний нарис / А. А. Карнабіда. — К.: Будівельник, 1969. — 80 с.
- Чернігів: історико-архітектурний нарис / А. А. Карнабіда. — Вид. 2-е перероблене і доп. — К.: Будівельник, 1980. — 128 с.
- Монастирі та храми землі Сіверської / В. Д. Віроцький, А. А. Карнабіда, В. Г. Киркевич. — К.: Техніка, 1999. — 231 с.

Статті:
- Вивчення стародавнього Чернігова / І. І. Єдомаха, А. А. Карнабід // УІЖ. — 1970. — № 1. — С. 157–158
- Шлях до таємниць історії / А. А. Карнабіда // ПУ. — 1970. — № 1. — С. 15–18
- Минуле і сучасне стародавнього центру Чернігова — дитинця / А. А. Карнабід // УІЖ. — 1972. — № 3. — С. 88–96
- Творчество архитектора-художника А. Е. Белогруда / А. А. Карнабед, А. К. Адруг // СИА. — 1976. — № 8. — С. 37–40
- Прадавніх днів народний геній / А. А. Карнабіда // Вітчизна. — 1978. — № 1. — С. 216–218
- Охранные работы в Чернигове / В. П. Коваленко, А. А. Карнабед / Археологические открытия 1979 г. — М., 1980. — С. 279–280
- Архитектурно-археологические исследования в Чернигове / А. А. Карнабед / Археологические открытия 1980 г. — М., 1981. — С. 253
- Новые данные о памятниках Чернигова ХІ — ХІІ в. / А. А. Карнабед / Древнерусское искусство. — М., 1988. — С. 38–40
- Таємниці Болдиних гір / А. А. Карнабіда, Г. О. Кузнєцов // Сіверянський літопис. — 1995. — № 3–6
- Монументальний живопис пам'яток архітектури Чернігова ХІ — початку XX ст. / А. А. Карнабіда / Пам'ятки архітектури і монументального мистецтва в світлі нових досліджень. — К., 1996. — С. 54–55